# Gérard Paris-Clavel
Gérard Paris-Clavel (* 2. Oktober 1943 in Paris) ist ein französischer Grafiker. Er gründete 1970 zusammen mit Pierre Bernard und François Miehe das Grafikerkollektiv Grapus.

## Leben
Paris-Clavel studierte am École des Métiers d’Arts und kam anschließend mit Pierre Bernard nach Warschau, um bei Henryk Tomaszewski zu lernen. Während der Studentenbewegung von 1968 nahmen sie am Atélier Populaire des École des Arts Décoratifs teil, arbeiteten später mit dem Institut de l’Environnement zusammen. Im Jahr 1970 gehörte Paris-Clavel zu den Gründungsmitgliedern des Grafik-Design-Kollektivs „Grapus“ und in der Mitte der 1970er Jahre stießen Alexander Jordan und Jean-Paul Bachollet zu ihnen. Das Kollektiv löste sich in den Jahren 1990 bis 1992 zunehmend auf. Paris-Clavel arbeitet seither als unabhängiger Künstler teilweise mit Vincent Perrotet im Verein „Ne pas plier“ zusammen und engagiert sich dort in politischen und sozialen Bereichen.
Im Jahr 1991 erhielten die Mitglieder von Grapus den „Grand prix national des arts graphiques“.
Der Verein „Ne pas plier“ wurde 1991 gegründet, der Name war ursprünglich der Titel einer Zeitschrift, die Paris-Clavel während seiner Zeit bei Grapus gestaltet hatte. Er bildete mit Künstlern wie Thomas Hirschhorn und dem Fotografen Marc Pataut eine kleine Gruppe namens „Cocolux“ (die „verrückte Bande“ von Grapus). Sie gaben mehrere Ausgaben der Zeitschrift heraus, die kostenlos verteilt wurden.